# 向井忠晴
向井 忠晴（むかい ただはる、1885年1月26日 - 1982年12月19日）は、日本の実業家。太平洋戦争期における三井財閥の指導者。1970年勲一等旭日大綬章。1982年正三位。

## 人物
東京市生まれ。開成中学校を経て、東京高等商業学校（現一橋大学）本科卒業。一橋ではテニス部で選手として活躍したほか、学業においては同級の佐藤尚武（元参議院議長）や福島喜三次（元三井合名理事）と首席の座を争った。大の飛行機嫌いで、佐藤から戦後駐アメリカ合衆国特命全権大使就任を打診されたが固辞した。1967年10月31日に吉田茂の国葬儀が行われた際には友人代表として弔辞を述べた。

## 略歴
- 1904年：東京高商本科を卒業し、三井物産入社。入社後は上海支店勘定掛、本店穀肥部長、天津支店長、大連支店長、ロンドン支店長等を歴任する。
- 1928年：中村藤一の後任として本店営業部長に就任[5]。
- 1933年：三井物産取締役[6]。
- 1934年：田島繁二とともに三井物産常務取締役に就任[7]。
- 1936年：大正海上火災保険取締役[8]。
- 1937年：三井物産から独立して玉造船所が設立され、同社取締役に就任[9]。電気化学工業取締役[10]。
- 1939年：三井物産代表取締役会長[6]、三井合名会社常務理事。
- 1940年：三井総元方が設置され、専務理事に就任[11]。
- 1941年：三井総元方が専務理事制から理事長制に変更され、理事長に就任[11]。
- 1943年：昭和飛行機工業会長[12]。元三井物産山西省太原出張所長の不正事件を受け、伊藤與三郎ら三井物産の常務取締役以上の全重役とともに辞職[13][6]。
- 1945年：貿易庁長官[6]
- 同年：親任官待遇
- 1946年：公職追放
- 1951年：三井造船顧問[14]
- 1952年：第4次吉田内閣に大蔵大臣として入閣[6]。

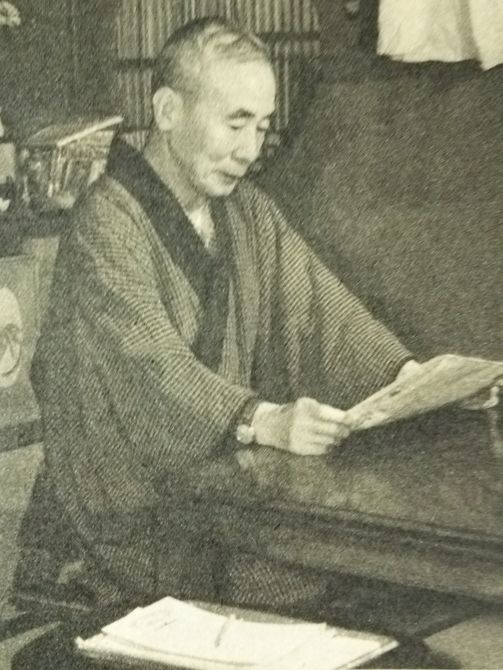
1952年

- 1954年：外務省顧問[15]
- 1964年：勲二等旭日重光章[16]
- 1970年：勲一等旭日大綬章[17]
- 1982年：死去、正三位[18]

## 親族
妻の秀は金港堂書籍創業者の原亮三郎の六女で、原亮一郎東京書籍初代会長は義兄。